# ابن ناقيا البغدادي
أبو القاسم عبد الله بن محمد بن الحسين بن داود بن محمد بن يعقوب بن ناقيا بن داؤود البغدادي الظاهري (15 ذو القعدة 410هـ/15 مارس 1020م - 4 محرم 485 هـ/15 فبراير 1092م) وعُرِف بلقبه البندار أو البزار، وهو كاتب وشاعر عربي من بغداد عاش في القرن الخامس الهجري.

## سيرته
ولِدَ عبد الله بن الحسين بن ناقيا في مدينة بغداد، ويُنسب إلى محلة الظاهر من بغداد، وكانت ولادته في منتصف شهر ذي القعدة من سنة 410هـ، ونشأ في مسقط رأسه، وتلقى تعليمه هناك عن أبيه وعن أبي القاسم علي بن محمد التنوخي وعن عبد الرحمن بن عبيد المخرمي وعن عبد الواحد بن محمد المطرز وعن أبي الحسن محمد بن محمد البصري، وتعمَّق خلال هذه الفترة في علوم اللغة والأدب، وألَّف الشعر، وكتب عدد من الرسائل الأدبيَّة والمصنَّفات العلميَّة في علوم القرآن والأدب. رغم مكانته الأدبيَّة لم يكن ابن ناقيا ملتزماً في تدينه، وكان يميل إلى المجون، واتُّهِم بالزندقة والطعن في الشريعة. تُوفِّي ابن ناقيا البغدادي في الرابع من محرم سنة 485هـ في بغداد.

## مؤلفاته
تُنسَب إليه المؤلفات التالية:
- «الجمان في تشبيهات القرآن» (مطبوع).
- «شرح كتاب الفصيح لثعلب».
- «المختصر في الاغاني» (مجلد واحد، ويُعنوَن كذلك "أغاني المُحدِّثين").
- «مُلح الممالحة».
- «مُلح الكتاب» (ويُعنوَن كذلك "ملح الكتابة في الرسائل").
- «مختصر كتاب الأغاني للأصفهاني».
- ألَّف العديد من المقامات.
- يُنسَب إليه ديوان شعر، أغلبه مفقود.
- يُنسَب إليه ديوان رسائل.